# Мечта Брента
Мечта Брента (итал. Il sogno di Brent) — итальянский анимационный 44-минутный специальный эпизод, созданный Rai Fiction и Lucky Dreams и являющийся небольшим ответвлением анимационного сериала Команда «Спайк». Транслировался на телеканале Rai 2 1 декабря 2013 года..

## Сюжет
Брент Винтерс, 16-летний мальчик живущий в Сильверстоуне, любит мотоциклы, страсть передалась ему его отцом, бывшим пилотом. Однажды, возвращаясь из школы домой под дождем, он попадает в аварию на мотоцикле из-за машины, которую ведут пьяные молодые люди, и он теряет ноги по колена. Брент входит в депрессию, однако спустя 6 месяцев его подбадривает учитель физкультуры, Дэйв, и предлагает вступить в команду «Баскетбол на колясках». Через два года после аварии Брент ставит себе протезы. Потом он встречает девушку Джюзи, которая тренируется для участия в паралимпийских играх. Брент решил последовать её примеру. Потом он знакомится с Патти, игроком команды «Спайк», в виртуальном чате, которая потом стала его девушкой.

## Производство
Ранее был назван  "Паралимпийский сон" Брента Уинтерса. Фильм представляет собой дань уважения паратлету Джузеппина Версаче, бывшему пилоту Формулы-1 Алессандро Дзанарди, гимнасту Юрию Кеки и каноисту Антонио Росси. Фильм был создан при участии итальянского Паралимпийского комитета, Министра инфраструктуры и транспорта, Министерства образования, университета и исследований, Государственной полиции, Департамента региональных дел, туризма и спорта и Спортивного кредитного учреждения.
Трейлер к фильму  был представлен в качестве мировой премьеры во время тура "Чемпион для другу", а 3 декабря он открыл Международный день инвалидов. Фильм транслировался в полном объёме 3 сентября 2012 года в доме Италии в Лондоне во время Паралимпийских игр в Лондоне. Он был продан в Польше, Турции, Бразилии и Испании.
Оригинальный саундтрек был полностью составлен и реализован продюсером Алексом Баньоли. Некоторые фрагменты исполнила американская звезда Жаклин Перкинс, которая является автором песен.